# Trey Parker
Randolph Severn (Trey) Parker III (Conifer, Colorado, 19 oktober 1969) is een Amerikaans animatiefilmmaker, scenarioschrijver, filmregisseur, producent, acteur en componist. Trey Parker is, samen met zijn compagnon Matt Stone, vooral bekend als een van de bedenkers van de animatieserie South Park.

## Biografie
Trey Parker is de zoon van Randy en Sharon Parker. Hij heeft een oudere zus, genaamd Shelley. Hij studeerde eerst aan Berklee College of Music in Boston, en later muziek aan de Universiteit van Colorado te Boulder. Hier ontmoette hij Matt Stone en samen begonnen ze met het maken van filmpjes. Hun eerste lange speelfilm is Alferd Packer: The Musical, een musical gebaseerd op het leven van Alferd Packer, een mijnwerker uit Californië die de eerste Amerikaan werd die werd veroordeeld voor kannibalisme. Omdat Parker meer bezig was met het werken aan deze film dan aan zijn studie, en daardoor regelmatig colleges miste, werd hij van de universiteit gestuurd.
In 1996 werd Alferd Packer: The Musical uitgebracht in de bioscoop. De film trok de aandacht van Brian Graden, destijds directeur van FoxLab, en vroeg Parker en Stone om een kerstkaart op video te maken. Het gevolg was The Spirit of Christmas, een cartoon van vijf minuten waarin Jezus en de Kerstman vochten om de ware betekenis van het kerstfeest, en gebaseerd op een animatiefilmpje dat hij had gemaakt in zijn studententijd. De cartoon betekende het debuut van de vier jongens die later de hoofdrolspelers werden van de animatieserie South Park: Stan, Kyle, Cartman en Kenny. Het filmpje, waarin de vier jongens ongecensureerd vloeken, werd wijd verspreid door Hollywood en over het internet en werd een groot succes.
Op 13 augustus 1997 verscheen de eerste aflevering van South Park op het kabeltelevisienet Comedy Central. De controversiële, ruw getekende animatieserie werd een groot succes, het bestbekeken programma van Comedy Central. Voor de serie spreekt Parker de stem in van onder andere Stan, Cartman, Stans vader, Mr. Garrison, Timmy, Mr. Mackey en Officer Barbrady. De ouders en zus van Stan zijn vernoemd naar Parkers eigen ouders en zus. In 1999 volgde de lange animatiefilm South Park: Bigger, Longer & Uncut. De film werd goed bezocht in de bioscopen en was een groot succes bij de critici. Het door hem en Marc Shaiman geschreven nummer "Blame Canada" werd genomineerd voor een Academy Award.
In 1997 maakte Parker ook zijn tweede lange speelfilm, Orgazmo, over een mormoon die een ster wordt in de porno-industrie. Het jaar daarop speelde hij samen met Stone in de komedie BASEketball van David Zucker. In 2001 verscheen de televisieserie That's My Bush!, een sitcom over het leven van George W. Bush. Deze serie was echter geen lang leven beschoren. In 2004 brachten Parker en Stone de poppenfilm Team America: World Police uit.
In januari 2006 trouwde hij met Emma Sugiyama.

## Filmografie
- American History (korte animatie, 1992) - regisseur, schrijver
- The Spirit of Christmas: Jesus vs. Frosty (korte animatie, 1992) - stemmen, regisseur, schrijver, producent
- Your Studio and you (korte film, 1995) - regisseur, schrijver, acteur
- Alferd Packer: The Musical of Cannibal! The Musical (1996) - acteur, regisseur, schrijver, producent, muziek
- The Spirit of Christmas: Jesus vs. Santa (korte animatie, 1996) - stemmen, regisseur, schrijver, producent
- South Park (televisieserie, 1997 - heden) - bedenker, stemmen, regisseur, schrijver, muziek, uitvoerend producent
- Orgazmo (1997) - acteur, regisseur, schrijver, montage
- BASEketball (1998) - acteur
- South Park: Bigger, Longer & Uncut (animatiefilm, 1999) - stemmen, regisseur, schrijver, muziek
- That's My Bush! (televisieserie, 2001) - bedenker, schrijver, muziek, executive producer
- Team America: World Police (animatiefilm, 2004) - stemmen, regisseur, schrijver, producent, muziek
- Despicable Me 3 (animatiefilm, 2017) - stemmen

- Bibsys: 7731
- Biblioteca Nacional de España: XX1534710
- Bibliothèque nationale de France: cb13545254z (data)
- Gemeinsame Normdatei: 137024282
- International Standard Name Identifier: 0000 0000 5514 1047
- Library of Congress Control Number: no98126494
- MusicBrainz: b8e4771f-6156-48cd-ab77-d10bc3fd50d9
- Nationale Bibliotheek van Tsjechië: jn20010310410
- Nationale Bibliotheek van Israël: 987008916263005171
- Nationale Bibliotheek van Polen: a0000001623904
- Nederlandse Thesaurus van Auteursnamen: 183223330
- SNAC: w6d82h7d
- Système universitaire de documentation: 050770284
- Trove: 1494234
- Union List of Artist Names: 500161286
- Virtual International Authority File: 39540432
- WorldCat: E39PBJpv7pfHFyg7yjpMGkcByd